# The American Jewels EP
EP par Marina and the Diamonds
The Crown Jewels EP
(2009)
The American Jewels EP est le troisième maxi-single de l'auteure-compositrice-interprète gréco-anglaise Marina & the Diamonds. Sorti le 23 mars 2010 et uniquement destiné au marché nord-américain, il y précède la sortie de son premier album studio, The Family Jewels, le 25 mai 2010.

## Listes des pistes
| No | Titre                                                    | Auteur                      | Producteur(s) | Durée |
| -- | -------------------------------------------------------- | --------------------------- | ------------- | ----- |
| 1. | I Am Not a Robot                                         | Marina Diamandis            | Liam Howe     | 3:35  |
| 2. | Mowgli's Road                                            | Marina Diamandis, Liam Howe | Liam Howe     | 3:12  |
| 3. | I Am Not a Robot (Flex'd Rework Clu - Passion Pit Remix) | Marina Diamandis            | Liam Howe     | 4:47  |

## Historique des sorties
| Pays       | Date         | Label             | Format               |
| ---------- | ------------ | ----------------- | -------------------- |
| Canada     | 23 mars 2010 | 679 Recordings    | Téléchargement légal |
| États-Unis | 23 mars 2010 | Chop Shop Records | Téléchargement légal |